# この世の果ての家
『この世の果ての家』（このよのはてのいえ、原題：A Home at the End of the World）は、アメリカ合衆国の小説家マイケル・カニンガムによる小説。1990年に発表され、ピューリッツァー賞を受賞した。2004年に映画化され、カニンガム自身がその脚本を書いた。日本では『イノセント・ラブ』の題名で公開された。

## あらすじ
1960年代から1970年代に至るオハイオ州クリーブランドで物語は始まる。ボビーとジョナサンの二人の男性が主人公で、パーティーや薬物に浸った生活を送っていた。その後しばらくして彼らは同性愛の関係になるが離ればなれになる。1980年代になって二人はニューヨークで再会するが、ジョナサンはクレアという女性と同棲していた。

## 映画版キャスト
- エリック・スミス - ボビー・マロウ (1974)
- ハリス・アラン - ジョナサン・グローバー (1974)
- マット・フリュワー - ネッド・グローバー
- シシー・スペイセク - アリス・グローバー
- コリン・ファレル - ボビー・マロウ (1982)
- ダラス・ロバーツ - ジョナサン・グローバー (1982)
- ロビン・ライト・ペン - クレア